# Lubor Marek
Lubor Marek (16. listopadu 1901 Stará Boleslav – ?) byl československý důstojník, náčelník štábu Československé samostatné obrněné brigády v období druhé světové války.

## Život

### Před druhou světovou válkou
Lubor Marek se narodil 16. listopadu 1901 ve Staré Boleslavi. Mezi lety 1912 a 1920 studoval na pražské reálce, kde též odmaturoval. V roce 1920 nastoupil prezenční vojenskou službu. Stal se vojákem z povolání, absolvoval Vojenskou akademii v Hranicích, následně aplikační školy u dělostřeleckých učilišť v Olomouci a francouzském Fontainebleau. Studia ukončil v roce 1925 a poté sloužil dělostřeleckého pluku 1 v Praze. V roce 1930 opět nastoupil ke studiím a to Vysoké škole válečné v Praze a mezi lety 1932 a 1933 na Vysoké škole válečné v Paříži. Následně působil na velitelství a štábu 4. divize, od září 1936 u dělostřeleckého pluku 104 a od února 1937 na generálním inspektorátu branné moci při Ministerstvu národní obrany. Během Všeobecné mobilizace v roce 1938 zastával post náčelníka štábu 18. divize Erben pod velením brig. gen. Miloslava Fassatiho. K 1. listopadu 1938 byl přeřazen k ministerstvu informací na místo přednosty rozhlasového a tiskového oddělení.

### Druhá světová válka
Po německé okupaci a rozpuštění Československé armády byl Lubor Marek propuštěn z jejího svazku k 30. červnu 1939 a následně umístěn na katastrálním a měřičském úřadu Ministerstva financí jako vrchní komisař. Protektorát Čechy a Morava ilegálně opustil 29. prosince 1939 a přešel do Maďarska, kde byl uvězněn. Po propuštění a přesunu do Francie vstoupil 14. května 1940 v Agde do zde vznikající československé zahraniční jednotky. Zde působil jako styčný důstojník u francouzského velitele tábora a jako přednosta 4. oddělení štábu 1. československé divize. Po pádu Francie v červnu 1940 se přesunul do Velké Británie, kde začal působit jako pobočník velitele dělostřeleckého pluku. Od 19. května 1941 zastával post vojenského atašé u polské exilové vlády v Londýně, mezi 16. lednem a 31. březnem 1942 musel být ze zdravotních důvodů postaven mimo službu. Po návratu do ní byl k 10. dubnu 1942 zařazen k Československé samostatné obrněné brigádě, kde postupně zastával funkce velitele oddílu, velitele pluku a náčelníkem jejího štábu. Od 28. srpna 1944 se brigádou účastnil obléhání Dunkerque. Válku ukončil v hodnosti podplukovníka.

### Po druhé světové válce
Po návratu do Československa působil Lubor Marek ve velitelských funkcích u dělostřelectva. Od 1. července 1945 jako velitel dělostřelectva I. armádního sboru, od 1. srpna 1946 na velitelství dělostřelectva hlavního štábu Ministerstva národní obrany a od 1. listopadu 1947 jako zástupce přednosty vojenské kanceláře prezidenta republiky a to do 17. května 1948. Poté podal žádost o superarbitrační řízení, jehož výsledkem bylo přeložení do trvalé výslužby ze zdravotních důvodů a to k 1. září 1948 v dosažené hodnosti plukovníka.